# Red Bull RB19
Chronologie des modèles (2023)
Red Bull RB18 Red Bull RB20
La Red Bull RB19 est la monoplace de Formule 1 engagée par Red Bull Racing dans le cadre du championnat du monde de Formule 1 2023. Elle est pilotée par le Néerlandais Max Verstappen, champion en titre, et par le Mexicain Sergio Pérez. 
Les monoplaces sont motorisées par un bloc Red Bull Powertrains-Honda. En effet, alors que Red Bull avait prévu de prendre en charge l'entièreté de l'assemblage et la maintenance des moteurs à partir de 2023, il est finalement convenu que Honda poursuit son support technique jusqu'à la fin de la saison 2025 en tant que fournisseur de moteurs pour Red Bull Racing et Scuderia AlphaTauri, les moteurs des deux équipes portent le nom de Honda RBPT,,. 
Avec cette monoplace, Max Verstappen réalise un record de dix victoires consécutives, alors que l'écurie, qui en compte quinze d'affilée, remporte le titre constructeurs à l'arrivée du Grand Prix du Japon, à six courses de la fin de saison. Ils battent aussi le record du nombre de victoires en une saison avec vingt-et-un succès en vingt-deux épreuves.

## Présentation
Sa livrée est présentée le 3 février 2023. La monoplace effectue ses premiers tours de piste le 10 février 2023 sur le circuit de Silverstone dans une discrète séance avec Max Verstappen au volant.

## Résultats en championnat du monde de Formule 1
| Saison | Écurie                 | Moteur                               | Pneus   | Pilotes        | Courses | Courses | Courses | Courses | Courses | Courses | Courses | Courses | Courses | Courses | Courses | Courses | Courses | Courses | Courses | Courses | Courses | Courses | Courses | Courses | Courses | Courses | Points inscrits | Classement |
| Saison | Écurie                 | Moteur                               | Pneus   | Pilotes        | 1       | 2       | 3       | 4       | 5       | 6       | 7       | 8       | 9       | 10      | 11      | 12      | 13      | 14      | 15      | 16      | 17      | 18      | 19      | 20      | 21      | 22      | Points inscrits | Classement |
| ------ | ---------------------- | ------------------------------------ | ------- | -------------- | ------- | ------- | ------- | ------- | ------- | ------- | ------- | ------- | ------- | ------- | ------- | ------- | ------- | ------- | ------- | ------- | ------- | ------- | ------- | ------- | ------- | ------- | --------------- | ---------- |
| 2023   | Oracle Red Bull Racing | Honda RBPT V6 turbo hybride RBPTH001 | Pirelli |                | BAH     | SAU     | AUS     | AZE     | MIA     | MON     | ESP     | CAN     | AUT     | GBR     | HON     | BEL     | P-B     | ITA     | SIN     | JAP     | QAT     | USA     | MEX     | SAO     | LAS     | ABU     | 860             | Champion   |
| 2023   | Oracle Red Bull Racing | Honda RBPT V6 turbo hybride RBPTH001 | Pirelli | Max Verstappen | 1er     | 2e      | 1er     | 2e      | 1er     | 1er     | 1er     | 1er     | 1er     | 1er     | 1er     | 1er     | 1er     | 1er     | 5e      | 1er     | 1er     | 1er     | 1er     | 1er     | 1er     | 1er     | 860             | Champion   |
| 2023   | Oracle Red Bull Racing | Honda RBPT V6 turbo hybride RBPTH001 | Pirelli | Sergio Pérez   | 2e      | 1er     | 5e      | 1er     | 2e      | 16e     | 4e      | 6e      | 3e      | 6e      | 3e      | 2e      | 4e      | 2e      | 8e      | Abd.    | 10e     | 4e      | Abd.    | 4e      | 3e      | 4e      | 860             | Champion   |

Légende : ici 
- *Le pilote n'a pas terminé la course mais est classé pour avoir parcouru 90% de la distance.